# Khosla Ka Ghosla
Khosla ka Ghosla – to komediodramat z 2006 roku wyreżyserowany przez debiutanta Dibakara Banerjee z Anupam Kherem i Boman Irani w rolach głównych. Film zrealizowany w ramach niskiego budżetu cieszył się dużą popularnością u widzów i uznaniem krytyków.

## Obsada
- Kamal Kishore Khosla – Anupam Kher
- Kishen Khurana – Boman Irani
- Mrs Khosla – Kiran Juneja
- Chironji Lal Khosla (Cherry) – Parvin Dabas
- Meghna – Tara Sharma
- Balwant Khosla (Bunty) – Ranvir Shorey
- Nikki – Rupam Bajwa
- Mr Sahni – Vinod Nagpal
- Asif Iqbal – Vinay Pathak
- Bapu – Navin Nischol
- Sekretarz – Nitesh Pandey
- Katori – Anusha Lal
- Munjal – Rajesh Sharma